# Alphonse Degon
Alphonse Degon was de naam van een ijzergieterij en fabriek van kook- en verwarmingstoestellen in de stad Leiden, in de Nederlandse provincie Zuid-Holland. Er werden onder meer kolenkachels en kolenfornuizen geproduceerd.
Het bedrijf was gevestigd aan de Lange Gracht 190 en werd opgericht in 1849 of eerder door Alphonse T. Degon. De producten moeten – zeker in de ogen van de fabrikant – een goede naam hebben gehad, getuige de waarschuwing uit 1887: Daar vele Fournuizen uit het buitenland afkomstig, als DEGON-Fournuizen verkocht worden, gelieve men zich ten stelligste hiervan te overtuigen.
Naast 14 modellen kookfournuizen omvatte het assortiment ook cilinderkachels, Amerikaanse vulkachels en dergelijke.
Het bedrijf verkreeg mogelijk omstreeks 1851 het Predikaat Koninklijk. Wanneer het is opgeheven, is niet duidelijk. Het werd nog genoemd in 1918.